# 井冈柳
井岗柳（学名：Salix leveilleana）是杨柳科柳属的植物，是中国的特有植物。分布于中国大陆的江西、云南等地，生长于海拔700米至3,000米的地区，多生长在溪流边，目前尚未由人工引种栽培。